# Siedem grzechów popcooltury
Siedem grzechów popcooltury – polski film fabularny z 2005 roku w reżyserii Domana Nowakowskiego i Adama Bortnowskiego.